# فلورينت أندريه
فلورينت أندريه (6 يونيو 1991 في فرنسا - ) (بالفرنسية: Florent André)‏ هو لاعب كرة قدم فرنسي في مركز الدفاع. لعب مع نادي باستيا ونادي بترولول بلويشتي ونادي فريجوس وAthlético Marseille ‏.

## وصلات خارجية
- فلورينت أندريه على موقع قاعدة بيانات كرة القدم.إي يو (الإنجليزية)
- فلورينت أندريه على موقع AS.com (الإسبانية)